# Baia Holme
La Baia Holme  è una baia antartica situata nella Terra di Mac. Robertson, costellata da un grande numero di isole e isolotti. La baia è una grande oasi antartica, cioè un'area libera da neve e ghiaccio, ampia circa 38 km, cartografata per la prima volta, sulla base di fotografie aeree, dai geografi norvegesi della spedizione antartica di Lars Christensen  nel 1937, che la battezzarono Holmevika (in norvegese Holme significa "isolotto").

## Isole presenti nella baia
- Isole Azimuth 67°32′S 62°44′E
- Flat Islands 67°36′S 62°49′E
- Isole Jocelyn 67°35′S 62°42′E
- Nelson Rock 67°23′S 62°45′E
- Isole Rookery 67°36′37″S 62°32′07″E
- Isole Rouse 67°34′48″S 62°57′00″E
- Isola Welch 67°34′S 62°56′E
- Williams Rocks 67°26′S 62°46′E

## Rivendicazione territoriale
La baia e le isole al suo interno sono rivendicate dall'Australia come parte del Territorio Antartico Australiano, però la rivendicazione è soggetta alle disposizioni del Trattato Antartico.